# Yazoo City
Yazoo City é uma cidade localizada no estado americano de Mississippi, no Condado de Yazoo.

## Demografia
Segundo o censo americano de 2000, a sua população era de 14 550 habitantes.
Em 2006, foi estimada uma população de 11 822, um decréscimo de 2728 (-18.7%).

## Geografia
De acordo com o United States Census Bureau tem uma área de 28,2 km², dos quais 27,9 km² cobertos por terra e 0,3 km² cobertos por água. Yazoo City localiza-se a aproximadamente 43 m acima do nível do mar.

## Localidades na vizinhança
O diagrama seguinte representa as localidades num raio de 28 km ao redor de Yazoo City.